# الخط الزمني لصراع حزب الله وإسرائيل (2023)
تسرد المقالة التسلسل الزمني للصراع والاشتباكات بين إسرائيل وحزب الله منذ أكتوبر 2023 والتي بدأت بالتوازي مع عملية طوفان الأقصى في غزة وما تبعها من الحرب الفلسطينية الإسرائيلية.

## أكتوبر 2023

#### 7 تشرين الأول
بعد هجوم حماس في 7 تشرين الأول، قامت إسرائيل بقصف الخيمة التي نصبها حزب الله في الأراضي اللبنانية المحتلة مما أدى إلى تصعيد بين الجانبين.

#### 8 تشرين الأول
في صباح يوم 8 تشرين الأول/أكتوبر، أطلق حزب الله صواريخ وقذائف على منطقة مزارع شبعا ورويسات العلم وموقع زبدين في تلال كفرشوبا، رداً على ذلك، أطلقت القوات الإسرائيلية قذائف مدفعية وقصف جوي على بلدة كفرشوبا ومزرعة بسطرة. وبحسب ما ورد أصيب طفلان لبنانيان بجراح.

#### 9 تشرين الأول
قصف الجيش الاسرائيلي بلدة يارين وبلدات مروحين وعيتا الشعب وظهيرة في قضاء بنت جبيل. وكان ذلك بعد أن تسلل العديد من مقاتلو حركة الجهاد الإسلامي الفلسطينية إلى حدود الأراضي المحتلة واشتبكوا مع الجيش الاسرائيلي. ثم أعلنت سرايا القدس الجناح العسكري لحركة الجهاد الاسلامي في فلسطين مقتل اربعة مقاتلين في عملية التسلل. ثم أعلن حزب الله مقتل ثلاثة من مقاتليه نتيجة القصف. وأطلق حزب الله الصواريخ والمدفعية ردًا على ذلك على ثكنة برانيت وثكنة أفيفيم. قُتل جنديان إسرائيليان والمقدم عليم عبد الله، نائب قائد اللواء 300 الإسرائيلي خلال الاشتباكات على الحدود.

#### 10 تشرين الأول
أطلق حزب الله وابلاً من الصواريخ على الجليل الغربي وتلال كفرشوبا، ودمر ناقلة جند إم-113 (نوع زيلدا) بصاروخين موجّهين في موقع الصدح غرب بلدة صلحا (مستعمرة أفيفيم). وهاجم قوات الأمن التي طاردت الفصائل الفلسطينية. ليرد الجيش الاسرائيلي بقصف محيط الناقورة والضهيرة ويارون وسهل الماري.

#### 11 تشرين الأول
أطلق حزب الله صواريخ مضادة للدبابات على موقع جبانة الضهيرة وافيميم والجرداح بالصواريخ المُوجّهة، وردا على ذلك، قصف الجيش الإسرائيلي بلدتي الضهيرة ويارين وبلدة أم التوت ويارين. استقبل المستشفى اللبناني الإيطالي في صور ثلاثة مدنيين جرحى، وأمر الجيش الإسرائيلي سكان شمال إسرائيل بالبحث عن مأوى بعد ورود تقارير عن إطلاق طائرات بدون طيار من جنوب لبنان. تم إطلاق صاروخ باتريوت لاعتراض قذيفة مشبوهة، وبعد ذلك وجد الجيش الإسرائيلي أن الجسم المعني لم يكن طائرة بدون طيار. تم إطلاق صفارات الإنذار في جميع أنحاء شمال إسرائيل بعد ظهور تقارير تفيد بأن ما يصل إلى 20 متسللاً على متن طائرات شراعية دخلوا الأراضي الإسرائيلية من لبنان قبل أن يرفض الجيش الإسرائيلي التقرير باعتباره إنذارًا كاذبًا.

#### 12 تشرين الأول
أعلنت وزارة الدفاع الإسرائيلية مقتل جندي وإصابة آخر بصاروخ مضاد للدبابات أطلقه حزب الله.

#### 13 تشرين الأول
الجيش الإسرائيلي يقصف الضهيرة وعلما الشعب وبلدة العديسة. ليرد حزب الله باستهداف مواقع العباد ومسكاف عام وجل العلام ورامية. وقُتل الصحفي مصور رويترز اللبناني عصام عبد الله، بينما أصيب ستة صحفيين آخرين على الأقل من رويترز ووكالة فرانس برس والجزيرة بصاروخ إسرائيلي. وقال الجيش اللبناني إن اثنين آخرين أصيبا أيضًا أثناء الغارة.

#### 14 تشرين الأول
أعلن حزب الله استهداف مواقع تلال كفرشوبا ورويسة العلم والسماقة وزبدين ورمثا. ليرد الجيش الاسرائيلي بقصف على عدد من البلدات اللبنانية أحدها طال منزلاً في بلدة شبعا ادى لمقتل مدنيين اثنان لبنانيين. ثم أعلن حزب الله مقتل أحد مقاتليه نتيجه الهجمات. ونشر الجيش الإسرائيلي لقطات لهجوم بطائرة بدون طيار أدى حسب قوله، إلى مقتل ثلاثة متسللين من لبنان بالقرب من مارجاليوت كانوا أعضاء في حماس.

#### 15 تشرين الأول
أعلن حزب الله استهداف مستوطنة شتولا وموقع الراهب والجليل الغربي والمطلة ومسكاف عام وجل العلام وبركة ريشا وراميا والمنارة والعباد بصواريخ مضادة للدبابات مما أدى إلى مقتل وإصابة أربعة إسرائيليين في شتولا. ثم أعلن حزب الله مقتل أحد مقاتليه نتيجه الهجمات. قالت قوات اليونيفيل إن مقرها في الناقورة بجنوب لبنان تعرض لقصف صاروخي ولم يبلغ عن وقوع إصابات. قُتل الملازم أميتاي غرانوت، قائد الكتيبة 75 من لواء جولاني التابع للجيش الإسرائيلي وابن الحاخام تامير غرانوت، في هجوم صاروخي لحزب الله على موقع للجيش الإسرائيلي على الحدود مع لبنان. ليرد الجيش الإسرائيلي بقصف أطراف بلدة عيتا الشعب وجلّ الحمّار.

#### 16 تشرين الأول
أعلن حزب الله استهداف موقع جرداح في بلدة الضهيرة وموقع ظهر الجمل ومواقع مسكاف عام وخربة المنارة وهرمون وريشا ورامية. ليرد الجيش الإسرائيلي بقصف بلدة الضهيرة اللبنانية ووادي الجبين ومنطقة سعسع في رميش وبلدة علما وخراج بلدة رميش.

#### 17 تشرين الأول
قصف إسرائيلي كثيف بقذائف الفسفور الابيض استهدف بلدة الضهيرة اللبنانية. وأعلن حزب الله استهداف المطلة وراميم وجل العلام وبرانيت بالصواريخ الموجهة. ليرد الجيش الاسرائيلي بقصف تلة الحمامص ومحيط بلدتي كفركلا والعديسة الحدوديتين ومحيط بلدة عيتا الشعب وبلدة رامية وبلدة بليدا ووادي مروحين. ثم أعلن حزب الله مقتل خمسة من مقاتليه نتيجه الهجمات. وأعلن الصليب الأحمر اللبناني سحب جثامين 4 قتلى فلسطينيين نتيجة غارة قرب علما الشعب.

#### 18 تشرين الأول
أعلن حزب الله استهداف موقع الراهب وراميا وجل العلام وثكنة زرعيت وموقع البحري الواقع مقابل رأس الناقورة وتلة الطحيات والمطلة ورويسات العلم ومزارع شبعا وتلال كفرشوبا والطيحات والماكية بالصواريخ الموجهة. ليرد الجيش الاسرائيلي بقصف أطراف بلدتي علما الشعب والضهيرة وراميا وبلدة الماري وكفر شوبا وبلدات رميش وعيترون وميس الجبل وحولا. ثم أعلن حزب الله مقتل ثلاثة من مقاتليه نتيجه الهجمات. وبعد مجزرة مستشفى المعمداني، شهد لبنان عدة مظاهرات مؤيدة لفلسطين أبرزها في بيروت قرب السفارة الامريكية.

#### 19 تشرين الأول
أعلن حزب الله استهداف مواقع إسرائيلية في المنارة وجل العلام والجليل الغربي والراهب ورأس الناقورة والبحري وزرعيت وثكنة شوميرا وبرج مراقبة في حبد البستان والعباد. وأعلنت كتائب القسام إطلاق 30 صاروخاً من جنوب لبنان على كريات شمونة ونهاريا. ليرد الجيش الاسرائيلي بقصف أطراف بلدتي حولا وميس الجبل وخراج بلدة مروحين وخراج بلدة راميا ومحيط بلدة عيتا الشعب وبساتين ⁧الوزاني وتلة العويضة قرب بلدة العديسة وبلدة كفرشوبا⁩. وحاصر الجيش الاسرائيلي ستة صحفيين غير معروفي الجنسية وثلاث مدنيين لبنانيين بالقرب من تلة العباد عند حدود بلدة حولا، لتتدخل قوات اليونيفيل لنقل الصحفيين والمدنيين التسعة المحاصرين بالقرب من تلة العباد وبينهم قتيل لبناني إلى منطقة آمنة.

#### 20 تشرين الأول
أعلن حزب الله استهداف مواقع الجيش الاسرائيلي في تلال كفرشوبا وموقع رويسات العلم وموقع ضهر العاصي ومزارع شبعا ومواقع الرمثة وزبدين والرادار ورويسات القرن والمطلة ويفتاح وموقع هرمون والعباد. ليرد الجيش الاسرائيلي بقصف مدفعي على مرتفعات بلدة حلتا وكفرشوبا والماري ومزرعة بسطرة وأطراف بلدة رميش ويارون وراميا وعيتا الشعب. وأعلنت إسرائيل إخلاء 27 ألف مستوطن من 28 مستوطنة عند الحدود مع لبنان. وأعلن الجيش الإسرائيلي أن جندي احتياطي إسرائيلي-أمريكي قتل في الاشتباكات وأصيب ثلاثة آخرون.

#### 21 تشرين الأول
أعلن حزب الله استهداف موقع حانيتا وتلّة برعام مقابل بلدة يارون الحدودية وموقع رويسات العلم في مزارع شبعا وموقع العباد بالصواريخ الموجّهة وتدمير كمية من التجهيزات الفنية والتقنية واستهداف آلية هامر ودبابة للجيش الاسرائيلي في محيط ثكنة دوفيف بصواريخ موجهة. ليرد الجيش الاسرائيلي بقصف جوي على سهل وأطراف بلدة يارون الحدودية ومحيط بلدة عيتا الشعب. ثم أعلن حزب الله مقتل ستة من مقاتليه نتيجه الهجمات.

#### 22 تشرين الأول
أعلن حزب الله استهداف مواقع إسرائيلية في بياض بليدا والمالكية والعبّاد ومسكاف عام ورويسات العلم في مزارع شبعا وتلال كفرشوبا والبياض بالصواريخ الموجهّة. ليرد الجيش الاسرائيلي بقصف مرتفعات حلتا وخراج كفرشوبا وعيترون وبليدا ومنطقة المرج عند أطراف بلدة حولا. ثم أعلن حزب الله مقتل سبعة من مقاتليه نتيجة الهجمات.

#### 23 تشرين الأول
أعلن حزب الله استهداف موقع المرج الإسرائيلي مقابل بلدة مركبا بالصواريخ الموجهة. ليرد الجيش الاسرائيلي بقصف جوي على الخراج الجنوبي لبلدة عيترون جنوبي لبنان وعلى منطقة الحرج قرب تل النحاس شمالي بلدة كفركلا وقصف مدفعي على بلدة رميش ومحيط بلدات مركبا وبني حيان ومجدل سلم وكفرشوبا وخراج بلدة رميش الحدودية. ثم أعلن حزب الله مقتل اثنان من مقاتليه نتيجة الهجمات. وأعلنت سرايا المقاومة اللبنانية مقتل اثنان من مقاتليها.

#### 24 تشرين الأول
أعلن حزب الله استهداف خمسة مواقع عسكرية إسرائيلية في برانيت وشتولا وخربة المنارة والعباد وجل العلام بالصواريخ الموجه والمدفعية. لترد إسرائيل بقصف مدفعي يطال أطراف بلدات راميا ومروحين وعيتا الشعب وقصف بالقذائف الفوسفورية يستهدف أطراف بلدتي حولا وميس الجبل الحدوديتين ومسيّرة إسرائيلية قصفت منطقة في مرتفعات بلدة كفرشوبا ومنطقة سردة شرق الوزاني جنوب بلدة الخيام. ثم أعلن حزب الله مقتل تسعة من مقاتليه نتيجة الهجمات.

#### 25 تشرين الأول
قصف الجيش الاسرائيلي مزرعة بسطرة وخراج كفرشوبا ومرتفعات بلدة حلتا وبلدة عيتا الشعب وبلدة عيترون وبلدة مارون الراس وبلدة طير حرفا. وأعلن حزب الله استهداف ثكنة افيفيم وموقع البياض وحانيتا والبحري بالصواريخ الموجهة. ثم أعلن حزب الله مقتل خمسة من مقاتليه نتيجة الهجمات.

#### 26 تشرين الأول
قصف الجيش الاسرائيلي منطقة الغاصونة عند أطراف بليدا ومحيط بلدة عيتا الشعب واستهدف برج مراقبة للجيش اللبناني في رأس الناقورة ما أدى إلى تدميره. أعلن حزب الله مقتل ثلاثة من مقاتليه نتيجة الهجمات.

#### 27 تشرين الأول
أعلن حزب الله استهداف موقع الصدح وموقع أبو دجاج وموقع العبّاد ومواقع رويسات العلم والسماقة وزبدين في مزارع شبعا وتلال كفرشوبا بالصواريخ الموجّهة. لترد إسرائيل بقصف منطقة رباع التبن قرب مزرعة بسطره وأطراف مزرعة المجيدية ومرتفعات ⁧حلتا وأطراف قرية بيت ليف.

#### 28 تشرين الأول
أعلن حزب الله قصف موقع العباد وموقع ريشا ونقطة الجرداح وثكنة زرعيت بالصواريخ الموجهة. لترد إسرائيل بقصف على أطراف بلدات الضهيرة ويارين ورامية وشيحين وبلدة رامية وجبل بلاط ومرتفع باسيل.

#### 29 تشرين الأول
أعلن حزب الله استهداف موقع مسكاف عام وموقع راميا وموقع بركة ريشا وموقع المالكية وموقع السماقة والعباد وزرعيت. لترد إسرائيل بقصف على مناطق حرجية بين علما الشعب والناقورة وعيتا الشعب. وأعلنت كتائب القسام قصف مستوطنة نهاريا بعدة صواريخ، واخترق مجموعة لسرايا القدس السياج الأمني عند موقع «حانيتا» العسكري والاشتباك مع الجيش الاسرائيلي. ثم أعلن حزب الله مقتل أحد مقاتليه أثناء المواجهات.

#### 30 تشرين الأول
قصفت إسرائيل الأحراج المحيطة بموقع الراهب في عيتا الشعب بالفسفور الابيض ومنطقة المشرفة ووادي شبعا ومزرعة بسطرة ومرتفعات حلتا وأطراف كفرشوبا. وأعلن حزب الله مقتل أحد مقاتليه أثناء المواجهات. واستهدف حزب الله موقع المطلة الإسرائيلي وموقع بياض بليدا وموقع رأس الناقورة البحري وموقع جل العلّام في الناقورة بالصواريخ الموجّهة.

#### 31 تشرين الأول
اكد وزير الزراعة اللبناني عباس الحاج حسن، إحراق الجيش الإسرائيلي أكثر من 40 ألف شجرة زيتون معمرة جنوب لبنان، باستخدامه قنابل الفوسفور الأبيض. أعلن حزب الله استهداف قوة إسرائيلية متموضعة على تلة الخزان في محيط موقع العاصي واستهداف دبابة ميركافا بالصواريخ الموجهة في محيط ثكنة برانيت واستهداف موقع المرج وموقع البياض. لترد إسرائيل بقصف أطراف بلدة رامية وأطراف بلدة بليدا الجنوبية، وألقت قذائف حارقة على أحراج بلدة مروحين جنوبي لبنان.

## تشرين الثاني / نوفمبر

### 1 نوفمبر
قتل مدني لبناني نتيجة قصف إسرائيلي على بلدة ياطر جنوبي لبنان. وأعلن حزب الله استهداف موقع بياض بليدا ومقرّ قيادة كتيبة «زرعيت» في خلة وردة وموقع حدب البستان.

#### 2 تشرين الثاني / نوفمبر
أعلن حزب الله استهداف طائرة مسيّرة إسرائيلية، أثناء تحليقها فوق قريتي المالكية وهونين بواسطة صاروخ أرض - جو. واستهداف 19 موقعاً ونقطةً عسكرية إسرائيلية دفعةً واحدة على طول الحدود اللبنانية. واستداف موقع بياض بليدا. وثكنة «زبدين» في مزارع شبعا بواسطة مسيّرتين انقضاضيتين هجوميتين مليئتين بكمية كبيرة من المتفجرات. ليرد الجيش الاسرائيلي بقصف أطراف بلدتا عيتا الشعب ورامية. وأعلن حزب الله مقتل ستة من مقاتيله نتيجه الهجمات.

#### 3 تشرين الثاني
أعلن حزب الله استهداف تجمّع لجنود اسرائيليين قرب موقع «ميتات» مقابل بلدة رميش، واستهداف موقع بياض بليدا. واعلن حزب الله مقتل أحد مقاتليه نتيجة الهجمات.

#### 4 تشرين الثاني
أعلن حزب الله استهداف مواقع جل العلام والجرداح وحدب البستان والمالكية والمطلة، بالإضافة إلى موقع العباد. لترد إسرائيل بقصف بلدات الماري، وكفرشوبا، وطير حرفا، وعيتا الشعب وأطراف بلدات عيترون وعيتا الشعب وراميا، وعلما الشعب ويارين ومروحين وأم التوت وميس الجبل وبليدا، بالإضافة إلى مناطق اللبونة، والحمامص⁩ شرق سهل ⁧الخيام⁩، ومحيط الناقورة. ثم اعلن حزب الله مقتل أحد مقاتليه نتيجة الهجمات.

#### 5 تشرين الثاني
أعلن حزب الله استهدافه ثكنة أفيفيم الإسرائيلية وموقع جل الدير وموقع بياض بليدا وموقع مسكاف عام وموقع المالكية واسقاط مسيّرةً إسرائيليّة جنوب لبنان وقصف كريات شمونة. واعلن حزب الله مقتل اثنان من مقاتليه نتيجة الهجمات. وجرح اربعة مسعفين من جمعية «كشّافة الرسالة الإسلامية»، بجروحٍ طفيفة، من جرّاء قصف إسرائيل لسيارتي إسعاف، في بلدة طير حرفا. وتعرضت سيارة مدنية لقصف إسرائيلي في بلدة عيناتا كانت تقلّ امرأتين وثلاث أطفال، ما أدّى إلى مقتل الأطفال الثلاثة وامرأة، وإصابة المرأة الأخرى بحروق بليغة.

#### 6 تشرين الثاني
أعلن حزب الله استهداف موقعي المالكية وجل الدير وموقع الراهب. وأعلنت كتائب القسام في لبنان قصف مستوطنة "نهاريا" وجنوبي حيفا عبر 16 صاروخاً. لترد إسرائيل بقصف أطراف بلدة عيترون وسهل مارون الرأس وموقع البحري. وأعلن حزب الله مقتل اثنان من مقاتليه نتيجه الهجمات.

#### 7 تشرين الثاني
أعلن حزب الله استهداف موقع بركة ريشا. لترد إسرائيل بقصف أطراف بلدات البستان ويارين واللبونة ومنطقة الناقورة وعلما الشعب.

#### 8 تشرين الثاني
أعلن حزب الله استهداف قوة مشاة إسرائيلية في محيط قاعدة شوميرا وقرب ثكنة دوفيف وموقع بياض بليدا. لترد إسرائيل بقصف أطراف بلدة الماري ومحيط بلدة رامية وأطراف عيتا الشعب ومرتفعات حلتا وأطراف بلدات ميس الجبل وبليدا ومحيبيب وملعب لكرة القدم في حولا.

#### 9 تشرين الثاني
أعلن حزب الله استهداف قوة مشاة إسرائيلية في طربيخا وموقع المطلة وموقع شتولا. لترد إسرائيل بقصف أطراف بلدات كفركلا ودير ميماس.

#### 10 تشرين الثاني
أعلن حزب الله استهداف موقع راميم ومجموعة مشاة إسرائيلية في شتولا، وتنفيذ هجوماً ضدّ القوات الإسرائيلي بواسطة ثلاث طائرات مسيّرة هجومية، واستهدفت المسيّرة الأولى ثكنة يفتاح قديش، بينما استهدفت الطائرتان الأخريان تجمّعاً مستحدثاً شرقي حتسودت يوشع. وأعلن حزب الله مقتل سبعة من مقاتليه أثناء الهجمات.

#### 11 تشرين الثاني
أعلن حزب الله استهداف ثكنة راميم، واستهداف قوة مشاة مؤلّلة في تلة الكرنتينا في منطقة حدب يارون، وموقع حدب البستان بالأسلحة الصاروخية. واستهداف وادي شوميرا وتل شعر وباديد وملالة وقوة مشاة في موقع المطلة وموقعي الرادار وزبدين في مزارع شبعا. الجيش الاسرائيلي يقصف سيارة حمل في أحد بساتين الموز في منطقة البراك، بالزهراني، ما أدى إلى احتراقها. اعلنت حركة أمل مقتل أحد عناصرها في بلدة رب ثلاثين الجنوبية بهجوم إسرائيلي وجرح عنصرين اخرين. واعلن حزب الله مقتل أحد مقاتليه نتيجة الهجمات.

#### 12 تشرين الثاني
أعلن حزب الله استهداف جرافةً تابعةً للجيش الإسرائيلي قرب ثكنة دوفيف، واستهداف تجمّع للجنود في مثلث الطيحات - رويسة العاصي. لترد إسرائيل بقصف أطراف بلدة ميس الجبل وأطراف بلدة يارون وأطراف بلدة رميش ومنزلين في أطراف بلدة طير حرفا، وطال القصف أيضاً منطقة الجرمق، قرب محافظة النبطية. وأعلن حزب الله مقتل أحد مقاتليه نتيجة الهجمات.

#### 13 تشرين الثاني
أعلن حزب الله استهداف قوة مشاة إسرائيلية في موقع الضهيرة بالصواريخ وقوة مشاة اخرى قرب ثكنة برانيت واستهدفت موقع الراهب. لترد إسرائيل بقصف محيط بلدات اللبونة والجبين وشيحين وأطراف عيتا الشعب وراميا. واعلن حزب الله مقتل أحد مقاتليه نتيجة الهجمات.

#### 14 تشرين الثاني
أعلن حزب الله استهداف موقع بركة ريشا وموقع رويسات العلم في مزارع شبعا. لترد إسرائيل بقصف محيط بلدة الجبين وأطراف منطقة اللبونة واطراف بلدة مركبا.

#### 15 تشرين الثاني
أعلن حزب الله استهداف موقع حدب يارون وثكنة راميم ورويسات العلم وآلية إسرائيلية في مثلث الطيحات وتجمّع لقوة مشاة في غربي وجنوبي بركة ريشا بالصواريخ الموجّهة وثكنة برانيت. لترد إسرائيل بقصف أطراف بلدتي مروحين والبستان وأطراف بلدة يارين وأطراف بلدات طيرحرفا والجبين ويارين والخيام ومروحين وعيتا الشعب.

#### 16 تشرين الثاني
أعلن حزب الله استهداف مواقع مسكاف، بياض بليدا، المطلة، هرمون، جل العلام وثكنة يفتاح، كما أعلن استهداف تجمع لجنود الجيش الإسرائيلي بالقرب من موقع شتولا، وتجمع لقوة مشاة إسرائيلية على تلة الكرنتينا بالقرب من موقع حدب يارون، واستهدف حزب الله دبابة ميركافا قرب ثكنة برانيت. لترد إسرائيل بقصف محيط بلدات الناقورة، علما الشعب، جبل اللبونة، سهل مرجعيون، حامول، عيتا الشعب، منطقة رأس الظهر غربي بلدة ميس الجبل وأطراف بلدات محيبيب ورامية وبيت ليف ودبل وحولا ومزرعة المجيدية، ومنطقة «وادي مظلم» بين بلدتي راميا وبيت ليف وكفركلا وطى الخيام ومحيط المعتقل ومنطقة الشاليهات والعديسة وقصف مرتفعات السلسلة الشرقية لجبل الشيخ في محلة بسطرة وشانوح وعلى بلدة كفرشوبا والجزء السفلي منها بالقذائف المتفجرة الفوسفورية والحارقة. وأعلن حزب الله مقتل اثنان من مقاتليه نتيجة الهجمات.

#### 17 تشرين الثاني
أعلن حزب الله استهداف تجمع لجنود بالقرب من مثلث الطيحات وتجمع آخر بالقرب من ثكنة راميم وتجمع بالقرب من موقع المرجة وفي مستعمرة يرؤون وفي حرج المنارة وموقع المالكية وتجمّع لجنود الجيش الإسرائيلي في محيط موقع الراهب وموقع بركة ريشا وتجمّع لجنود في محيط موقع المطلة بواسطة محلّقتين انقضاضيتين هجوميتين. لترد إسرائيل بقصف أطراف بلدة عيترون وبلدتي يارين والجبين وبلدة الضهيرة وأطراف ميس الجبل.

#### 18 تشرين الثاني
أعلن حزب الله إسقاط طائرة مُسيّرة إسرائيلية من طراز هيرميز 450. واعلن استهداف موقع بياض بليدا وثكنة هونين وموقع حدب البستان وبلدتي يارون ومارون الرأس والراهب ومقر وادي سعسع واستهداف تجمّعين لجنود إسرائيل الأول في حرج مستوطنة شتولا والثاني في خلة وردة. لترد إسرائيل بقصف أطراف بلدتي مارون ويارون، وأطراف بلدتي الجبين وطيرحرفا وبلدة مجدل زون، وعيتا الشعب ومحيط بلدة مروحين، وعيترون واللبونة.

#### 19 تشرين الثاني / نوفمبر
أعلن حزب الله استهداف تجمعات متعددة لجنود إسرائيل قرب موقع المرج وفي حرش راميم ومحيط ثكنة هونين واستهداف ثكنة يفتاح وموقع المالكية وموقع العباد وموقع المطلة وموقع جل العلام وموقع راميا وخلة وردة وموقع حانيتا والظهيرة والجرداح. لترد إسرائيل بقصف محيط بلدتي الناقورة وعلما الشعب وأطراف عيتا الشعب ويارون وأطراف بلدة طيرحرفا والجبين.

#### 20 تشرين الثاني / نوفمبر
أعلن حزب الله استهداف تجمع مشاة إسرائيلي في مثلث الطيحات، واستهداف قوة مشاة إسرائيلية في تلة الكرنتينا قرب موقع حدب يارون، وثكنة زبدين في مزارع شبعا واستهداف مركز قيادة الفرقة 91 في ثكنة برانيت بصاروخي بركان واستهداف مراكز تجمع وانتشار جنود الاحتلال الإسرائيلي غرب كريات شمونة بالقذائف المدفعية وبثلاث مسيرات هجومية. لترد إسرائيل بقصف أطراف طيرحرفا والناقورة والضهيرة ومحيط بلدات عيتا الشعب والقوزح ورامية وأطراف بلدة عيترون. وأعلن حزب الله مقتل أحد مقاتليه نتيجة الهجمات.

#### 21 تشرين الثاني / نوفمبر
أعلن حزب الله استهداف منزلاً في مستوطنة المطلة يتمركز فيه جنود إسرائيل، وموقع حدب البستان، وموقع الراهب، واستهدف منزل عند أطراف مستعمرة المنارة يتحصن به عدد من القوات الاسرائيلية بصاروخين موجهين، واستهداف مستوطنة كريات شمونة بالصواريخ وموقع جل الدير وموقع المالكية، واستهداف دبابة قرب مستوطنة نطوعا، واستهداف منزل في مستوطنة أفيفيم يتحصن به جنود إسرائيل، واستهداف قاعدة بيت هلل بصواريخ كاتيوشا، واستهداف مصنعاً تابعاً لشركة "رافايل للصناعات العسكرية الإسرائيلية" في منطقة شلومي، وموقع بياض بليدا. لترد إسرائيل بقصف أطراف بلدة عيتا الشعب وأطراف بلدة الجبين ومحيط بلدات راميا والقوزح وأطراف بلدة طيرحرفا. وقتلت مواطنة لبنانية عمرها 80 عاماً من جراء استهداف منزلها في بلدة كفركلا بقذيفة إسرائيلية وإصابة حفيدتها بجروح. وقتل الصحفيان في قناة الميادين اللبنانية، المراسلة فرح عمر (Q123511171) والمصور ربيع المعماري نتيجة قصف بطائرة إسرائيلية في بلدة طيرحرفا جنوبي لبنان. وقتل مدني لبناني كان مع الصحفيان لحظة الاستهداف. واعلن حزب الله مقتل أحد مقاتليه نتيجة الهجمات.

#### 22 تشرين الثاني / نوفمبر
أعلن حزب الله استهداف فريق الدعم اللوجستي أثناء قيامه بأعمال الصيانة لتجهيزات موقع بياض بليدا، واستهدف تموضعات جنود وآليات إسرائيل في محيط موقع الراهب بصاروخي بركان، واستهدف تموضع مشاة لجنود الجيش الإسرائيلي في محيط ثكنة زرعيت بصاروخي بركان، واستهداف موقع راميا، واستهدف ثكنة ميتات مقابل بلدة رميش، واستهداف موقع المالكية واستهداف قوة إسرائيلية متموضعة في حرش حانيتا، واستهداف مواقع البغدادي، العاصي، المنارة، المرج وتل الطيحة. لترد إسرائيل بقصف أطراف بلدة عيترون وأطراف بلدتي راميه وعيتا الشعب وأطراف بلدة دير سريان. واعلن حزب الله مقتل أحد مقاتليه نتيجة الهجمات.

#### 23 تشرين الثاني / نوفمبر
أعلن حزب الله مقتل خمسة من مقاتلية جراء قصف إسرائيلي على منزل في قرية بيت ياحون. وأعلن حزب الله استهداف تجمع مشاة لجنود الجيش الاسرائيلي في موقع الظهيرة وفي موقع جل العلام، واستهداف مواقع بركة ريشا والمالكية وخربة ماعر، واستهداف انتشار لجنود مشاة في محيط مستعمرة سعسع، واستهداف دبابة ميركافا في موقع الراهب واستهدف قوة مشاة إسرائيلية حضرت بعد ضرب الدبابة، وقصف قاعدة زيتيم قرب مدينة صفد بـ48 صاروخ كاتيوشا، واستهداف منزل يتمركز فيه جنود في مستعمرة المنارة، واستهداف تجمع لجنود في محيط موقع الراهب وتل شعر وفي حرج رميم، واستهداف تموضعات في محيط موقع المرج، واستهداف مواقع رويسات العلم وراميا وجل العلام، واستهداف منزل يتحصن فيه جنود في مستعمرة المنارة، واستهداف تموضعات في محيط موقع حدب البستان وموقع بركة ريشا وموقع الراهب وتلة الخزان قرب ثكنة يفتاح، ومحيط ثكنة زرعيرت بصاروخ بركان. لترد إسرائيل بقصف مجدل سلم وميس الجبل ورامية والقوزح وأطراف بلدة طيرحرفا وأطراف زبقين ومجدل زون وشيحين والجبين وأطراف بلدة بليدا وأطراف بلدة عيتا الشعب وأطراف بلدة محيبيب. وأعلن حزب الله لاحقًا مقتل اثنان من مقاتليه نتيجة الهجمات.

## كانون الأول / ديسمبر

### 1 ديسمبر
بعد انتهاء هدنة مؤقتة لمدة 7 أيام في غزة عاد حزب الله لمهاجمة إسرائيل. حيث أعلن استهداف تجمعاً لجنود في محيط موقع جل العلام وفي محيط موقع المرج، واستهداف ثكنة راميم، ومحيط موقع راميا، واستهداف موقع المرج. لترد إسرائيل بقصف أطراف العديسة وكفركلا ودير ميماس وحولا. وقتلت سيدة وابنها في قصف إسرائيلي استهدف منزلاً في بلدة حولا. واعلن حزب الله مقتل اثنان من مقاتليه نتيجة الهجمات.

#### 2 كانون الأول / ديسمبر
اعلن حزب الله استهداف مرابض مدفعية ديشون التي قصفت بلدة حولا، بصواريخ كاتيوشا، واستهداف موقع رويسات العلم، وموقع المرج، وموقع المطلة، واستهداف مرابض مدفعية في خربة ماعر، واستهداف موقع الراهب، وثكنة بيرانيت، وموقع جل العلام، واستهداف تجمع جنود في محيط موقع بركة ريشا، واستهداف قوة إسرائيلية داخل منزل في مستوطنة دوفيف، وقوة ثانية داخل منزل في مستوطنة دوفيف. لترد إسرائيل بقصف أطراف بلدتي عيتا الشعب ورامية وأطراف بلدة العديسة وأطراف يارون ومرتفعات كفرشوبا وأطراف بلدة كفرحمام وأطراف بلدة الناقورة وبلدة كفركلا. واعلن حزب الله مقتل أحد مقاتليه نتيجة الهجمات.

#### 3 كانون الأول
اعلن حزب الله استهداف آلية عسكرية في قاعدة بيت هيلل، واستهداف مواقع زبدين والرادار ورويسات العلم، واستهداف تجمع جنود شرق موقع حانيتا، واستهداف موقع الراهب وموقع راميا. لترد إسرائيل بقصف أطراف بلدة مروحين وأطراف بلدة كفرحمام وبلدتي عيتا الشعب والقوزح ومحيط بلدة كفرشوبا وأطراف بلدة كفركلا وبلدة محيبيب وأطراف الناقورة.

#### 4 كانون الأول / ديسمبر
أعلن حزب الله استهداف مواقع البغدادي، ورويسات العلم، وتجمع جنود شرق مسكاف عام، وتجمع جنود اخر في حرج شتولا وموقع الراهب، واستهداف قوة مشاة إسرائيلية في كرم التفاح، واستهداف قوة مشاة في حرج حانيتا، واستهداف موقعي «بركة ريشا» وجل العلام، واستهداف اليتين لسلاح الهندسة في الجيش الاسرائيلي خلال العمل على اشعال النيران في الاحراش المقابلة لموقع راميا. لترد إسرائيل بقصف بلدة محيبيب، وأطراف بلدة ميس الجبل، وأطراف بلدات راميا ‌وبيت ليف وعيتا الشعب ورميش، وأطراف بلدتي الخيام وكفركلا، وعيناتا وبنت جبيل ومحيط بلدة طيرحرفا وأطراف بلدتي يارون وعيترون وأطراف بلدة دير ميماس.

#### 5 كانون الأول / ديسمبر
أعلن حزب الله استهداف تجمع لجنود في موقع رويسة العاصي، وفي مثلث الطيحات، واستهدف موقع زبدين وموقع بياض بليدا، واستهداف موقعي جل العلام والضهيرة، واستهداف موقع الكوبرا، واستهداف تجمع لجنود في خلة وردة، واستهداف موقع بركة ريشا، وثكنة برانيت، وموقع راميا، واستهدف بواسطة محلقة هجومية موقع المطلة، واستهداف تجمع لجنود في مستوطنة المنارة. لترد إسرائيل بقصف أطراف بلدة الجبين وأطراف بلدتي الناقورة وعيتا الشعب وأطراف بلدة ياطر وجبل بلاط وأطراف بلدتي محيبيب وطير حرفا وأطراف بلدة العديسة ويارين، ومنزلاً في بلدة زبقين، وتلة العويضة، وأطراف بلدتي عيترون وبليدا. واعلن الجيش الاسرائيلي سقوط طائرة مسيّرة قادمة من لبنان قرب مستوطنة مرغليوت. واعلن الجيش اللبناني عن تعرض مركز عسكري له في منطقة النبي عويضة - العديسة لقصف من قبل الجيش الإسرائيلي ما أدى إلى مقتل عسكري وإصابة 3 آخرين. وقتل عامل سوري وإصابة 2 من عائلته جراء قصف إسرائيلي على مزرعة دواجن في بلدة أرنون.

#### 6 كانون الأول / ديسمبر
أعلن حزب الله استهداف موقع الرادار، وموقع رويسة القرن، وموقع الضهيرة، وموقع حدب البستان، واستهداف تجمع لجنود في موقع جل العلام، وتجمع جنود في تل شعر، وتجمع جنود في كرم التفاح، واستهداف موقع البحري. لترد إسرائيل بقصف منزل في بلدة عيتا الشعب، وأطراف بلدتي الناقورة ويارون، وبلدة ميس الجبل، و⁧مارون الراس و⁧يارون، ومرتفعات حلتا وأطراف بلدة كفر حمام، ومحيط بلدتي شيحين والجبين، وأطراف بلدات الهبارية وفرديس وشبعا، وأطراف بلدة الخيام، وأطراف بلدات عيتا الشعب والقوزح وراميا وطيرحرفا وبليدا. واعلن حزب الله مقتل أحد مقاتليه نتيجة الهجمات.

#### 7 كانون الأول / ديسمبر
أعلن حزب الله استهداف موقع المرج وحرج راميم، وموقع معيان باروخ، واستهداف تجمع جنود في محيط ثكنة ميتات، واستهداف موقع بياض بليدا، واستهداف تجمع جنود فب محيط موقع جل العلام، وتجمع جنود في خلة وردة، وتجمع جنود في حرج شتولا، واستهداف موقع الجرداح، وثكنة زرعيت، واستهداف جنديين إسرائيليين أثناء قيامهم بتركيب أجهزة تنصت عسكرية في موقع الراهب ما أدى مقتلهما. لترد إسرائيل بقصف أطراف بلدة الناقورة وأطراف بلدة عيتا الشعب وأطراف عيناثا وكونين وأطراف بلدة مجدل سلم وأطراف بلدة مركبا ومحيط بلدات الضهيرة ويارين والجبين وطيرحرفا وأطراف بلدة الخيام وأطراف بلدة شحين. واعلن حزب الله مقتل ثلاثة من مقاتليه نتيجة الهجمات. وأعلنت سرايا القدس مقتل اثنان من مقاتليها على حدود فلسطين المحتلة في جنوب لبنان.

#### 8 كانون الأول / ديسمبر
أعلن حزب الله استهداف موقع مسكاف عام، واستهداف مربض خربة ماعر، واستهداف موقع الراهب بصاروخ بركان، واستهداف موقع رويسات العلم، وموقع الرادار، وموقع العباد، وثكنة ميتات. لترد إسرائيل بقصف أطراف بلدات الطيبة والخيام والعديسة وأطراف بلدات حولا ومركبا وراشيا الفخار وأطراف بلدات طيرحرفا والجبين والناقورة والضهيرة. وأعلن حزب الله مقتل اربعة من مقاتليه نتيجة الهجمات.

#### 9 كانون الأول / ديسمبر
أعلن حزب الله استهداف تجمعا لجنود في محيط موقع المطلة، وفي محيط موقع راميا، وإستهدف موقع السماقة، وموقع البغدادي، واستهداف تجمع مشاة في محيط رويسة العاصي، وإستهدف مقر قيادة الفرقة 91 في ثكنة برانيت، وإستهدف موقع الناقورة البحري، وموقع الحمرا، وموقع بركة ريشا، وإستهدف تجمعا لجنود في محيط موقع جل العلام، وإستهدف موقع رامية. لترد إسرائيل بقصف اطراف بلدة عيتا الشعب وأطراف مارون الراس واستهداف المحمية ومحيط حديقة مارون الراس بـ40 قذيفة والمنطقة الواقعة بين مارون الراس وعيترون بـ7 قذائف وخلة المحافر في أطراف بلدة عيترون بـ11 قذيفة وأطراف بلدة الخيام. وأعلن حزب الله مقتل أحد مقاتليه نتيجة الهجمات.

#### 10 كانون الأول
أعلن حزب الله استهداف موقع جل العلام، وشنّ هجوم جوي بطائرات مسيرة انقضاضية على مقر قيادة مستحدث للجيش الإسرائيلي في جنوب ثكنة يعرا، واستهدف موقعي زبدين ورويسات العلم بصواريخ بركان، واستهدف تجمع لجنود بين موقعي زبدين والرمثا، واستهداف دشمة في موقع العباد، واستهدف تجمع لجنود في قلعة هونين، واستهدف موقع بركة ريشا بصواريخ بركان. لترد إسرائيل بقصف أطراف بلدة يارون وأطراف بلدات راميا ومروحين وعيتا الشعب وحلتا والخيام ومحيبيب وكونين وعيترون وكفركلا وتلة العويضة من جهة بلدة الطيبة.

#### 11 كانون الأول / ديسمبر
أعلن حزب الله استهداف تجمع لجنود في محيط موقع السّماقة، وإستهدف ثكنة برانيت، وإستهدف موقع الراهب بصواريخ بركان، وإستهدف موقع حدب البستان، وإستهدف تجمع مُشاة في حرج شتولا. لترد إسرائيل بقصف اطراف بلدات يارين ومروحين والجبين وشيحين والناقورة وعيترون ورامية وعيتا الشعب وأطراف راشيا الفخار والفرديس. واعلن حزب الله مقتل اثنان من مقاتليه نتيجة الهجمات.

#### 12 كانون الأول / ديسمبر
أعلن حزب الله استهداف موقع ‌المالكية، وإستهدف محيط موقع العاصي، وإستهدف موقع بياض بليد، وإستهدف مرابض مدفعية العدو في خربة ماعر، وإستهدف محيط موقع جل العلام‌، وإستهدف موقع الراهب، وإستهدف ثكنة زرعيت، وإستهدف موقع في مستوطنة المطلة. وقتل مختار بلدة الطيبة حسين علي منصور بقصف إسرائيلي استهدف منزلة.

#### 13 كانون الأول / ديسمبر
أعلن حزب الله استهداف موقع المالكية بصاروخ بركان، واستهداف موقع راميا، واستهداف ثكنة شوميرا، واستهداف موقع الناقورة البحري، واستهداف تجمّع لجنود في محيط موقع الضهيرة، وتجمّع في موقع المنارة. لترد إسرائيل بقصف بلدة ياطر وأطراف بلدة يارون وبلدة رب تلاتين وأطراف كل من بلدات الجبين وطيرحرفا ويارين وعيتا الشعب وأطراف بلدة الخيام وأطراف بلدة كفرشوبا وأطراف بلدة البستان وأطراف بلدتي عيترون ومحيبيب. وأعلن حزب الله مقتل ثلاثة من مقاتليه نتيجة الهجمات.

#### 14 كانون الأول / ديسمبر
أعلن حزب الله استهداف تجمعاً ‌لجنود في محيط ثكنة شوميرا، واستهدف ثكنة يفتاح ومحيطها، واستهداف تجمع لجنود في قلعة هونين. لترد إسرائيل بقصف أطراف بلدة بليدا، وميس الجبل، وقصف تلتي العويضة والعزية خراج بلدة الطيبة ما أدى إلى انقطاع التيار الكهربائي عن البلدة بعد تضرر الشبكة، وقصف جبل الباط جنوب بلدة عيترون، وقصف مسجد بلدة الجبين. واعلن حزب الله مقتل اثنان من مقاتليه نتيجة الهجمات.

#### 15 كانون الأول / ديسمبر
أعلن حزب الله استهداف موقع بياض بليدا، واستهداف ثكنة راميم، واستهداف قوة إسرائيلية أثناء دخولها إلى مقر قيادة كتيبة الاستخبارات في ثكنة ميتات، واستهداف نقطة الجرداح بصواريخ بركان، واستهدف قوة مشاة إسرائيلية شرق موقع حانيتا، واستهداف موقع الراهب بصواريخ بركان، واستهداف تجمع لجنود العدو الإسرائيلي في حرج شتولا. لترد إسرائيل بقصف بلدة كفركلا وتلة «العويضة» في أطراف بلدة الطيبة، وأطراف المجيدية والعباسية وكفرشوبا وكفركلا والطيبة والحمامص والخيام والظهيرة والناقورة وطيرحرفا، وبلدات يارين والضهيرة وطير حرفا وعلما الشعب ورامية بيت ليف وكونين وبليدا ومحيبيب وميس الجبل. وأعلن حزب الله مقتل اثنان من مقاتليه نتيجه الهجمات.

#### 16 كانون الأول / ديسمبر
أعلن حزب الله استهداف دشمة في موقع بركة ريشا، وإستهداف محيط موقع بركة ريشا، وتنفيذ هجوم جوي بطائرة مسيرة انقضاضية على موقع لجنود خارج ثكنة راميم، وإستهداف قوة مؤللة في موقع المطلة، وإستهداف منزلين في مستعمرة المنارة، وإستهداف تجمع جنود في حرج راميم. لترد إسرائيل بقصف أطراف بلدات يارون وعيترون وبليدا ووادي حامول، ومنطقة اللبونة، في محيط بلدة الناقورة وقصف أطراف بلدة طيرحرفا. وأعلن حزب الله مقتل أحد مقاتليه نتيجة الهجمات.

#### 17 كانون الأول / ديسمبر
أعلن حزب الله استهداف محيط موقع حانيتا، وإستهداف دشمة في موقع بركة ريشا، واستهداف تجمعاً لجنود في حرش عداثر، واستهداف نقطة تموضع شرق سعسع، واستهداف موقع جل العلام، واستهداف رافعة لجيش إسرائيل في مزارع دوفيف، واستهدف موقع الراهب، وإستهدف مقر قيادة مستحدث قرب مستعمرة إيفن مناحم، وإستهدف ثكنة أفيفيم، وإستهدف تجمع آليات وجنود في محيط قرية هونين. لترد إسرائيل بقصف اطراف بلدة كفركلا واطراف بلدة عيترون ومنطقة الحافور وبلدة الطيبة وكفرشوبا وبلدة الناقورة ووادي حسن وشيحين ومنزل في رب ثلاثين وبلدة عيتا الشعب وبلدات مارون الراس وبليدا ومحيبيب ومنزل في بلدة عيتا الشعب. وأعلن حزب الله مقتل ثلاثة من مقاتليه نتيجة الهجمات.

#### 18 كانون الأول / ديسمبر
أعلن حزب الله استهداف تجمعا لجنود وآليات في محيط موقع الحمرا، وإستهدف منصتين للقبة الحديدية في شمال مستعمرة كابري، وإستهداف كريات شمونة بصلية صواريخ. لترد إسرائيل بقصف أطراف الناقورة وعيترون، وأطراف بلدات علما الشعب والجبين والضهيرة ويارون وبليدا.

#### 19 كانون الأول / ديسمبر
أعلن حزب الله استهداف موقع المطلّة، واستهداف دبابة ميركافا قرب موقع المالكية، وقصف مستوطنة يفتاح كردٍّ على قيام الجيش الإسرائيلي بالإعتداء على المدنيّين، إذ أسفرت غارة من مسيّرة إسرائيلية استهدفت دراجة نارية على الطريق بين بلدتي رب ثلاثين والطيبة إلى مقتل مدني لبناني. وقصفت إسرائيل أطراف بلدات شيحين والجبين وطير حرفا وأطراف بلدة عيترون. وأعلن حزب الله مقتل اربعة من مقاتيله نتيجة الهجمات.

#### 20 كانون الأول / ديسمبر
أعلن حزب الله مقتل اثنان من مقاتليه. وقصفت إسرائيل أطراف كفركلا والناقورة وعيتا الشعب وبلدة بليدا وأطراف بلدة مارون الراس ويارون وأطراف بلدة محيبيب ويارين وأطراف بلدة حلتا بالقنابل الفوسفورية. وأعلن حزب الله استهدف موقع العباد ودشمه وتحصيناته، واستهدف موقع الراهب بصواريخ بركان، وإستهدف مرابض مدفعية في خربة ماعر، واستهدف قوة مشاة إسرائيلية في محيط موقع بركة ريشا، واستهدف مروحيتين عسكريتين إسرائيليتين في أجواء شتولا، شوميرا وإيفن مناحم بصواريخ أرض جو مما أجبرهما على مغادرة أجواء المنطقة.

#### 21 كانون الأول / ديسمبر
أعلن حزب الله استهداف مستعمرة كريات شمونة بصلية صواريخ كاتيوشا، ورمى صواريخ حارقة على احراج برانيت رداً على قيام إسرائيل باحراق حرج الراهب، واستهداف مستعمرتي دوفيت وافيفيم رداً على مقتل مواطنة لبنانية مدنية وجرح زوجها من جراء اعتداء إسرائيلي على بلدة مارون الراس، واستهداف مراكز تجمع لجنود إسرائيل في مزارع شبعا المحتلة، وتنفيذ هجوم جوي بثلاث مسيرات انقضاضية دفعة واحدة على تجمعات مستحدثة للجيش الاسرائيلي خلف مواقعه في مزارع شبعا المحتلة، واستهداف نقطة الجرداح، واستهداف شكنة راميم، واستهداف مستعمرتي المطلة ورموت نفتالي بالصواريخ. وأعلن حزب الله مقتل أحد مقاتليه نتيجة الهجمات.

#### 22 كانون الأول / ديسمبر
أعلن حزب الله استهداف تجمعات جنود في محيط ثكنة شوميرا، واستهداف قوة مشاة في محيط موقع المطلة، واستهداف تجمع جنود في مستعمرة ايفن مناحم، واستهداف تجمع جنود في محيط موقع المنارة، واستهداف مركز تحكم وسيطرة عند النقطة 430 مقابل بلدة كفركلا، لترد إسرائيل بقصف أطراف عيتا الشعب وأطراف بلدة مركبا ووادي بلدة حانين وأطراف بلدتي الجبين وطيرحرفا وجبل بلاط بين بلدتي رامية ومروحين وبلدة رب الثلاثين وأطراف بلدات راميا والقوزح ومنطقة اللبونة وأطراف بلدة الناقورة. وأعلن حزب الله مقتل اثنان من مقاتليه نتيجة الهجمات.

#### 23 كانون الأول / ديسمبر
أعلن حزب الله استهداف جنود في محيط موقع بركة ريشا، واستهداف موقع بياض بيلدا، واستهداف تجمع مشاة في نقطتي تلة الطيحات وجبل نذر، واستهداف موقع جل العلام بصواريخ بركان. لترد إسرائيل بقصف وادي حامول واللبونه في محيط الناقورة وأطراف بلدة الجبين وقصف منزلين في بلدة كفركلا، وقصف أطراف بلدة الضهيرة ووادي سهل الخردلي. وأعلن حزب الله مقتل ثلاثة من مقاتيله نتيجة الهجمات. وأعلن الجيش الإسرائيلي مقتل جندي وإصابة آخر بهجمات نفذها حزب الله.

#### 24 كانون الأول / ديسمبر
أعلن حزب الله استهداف مرابض مدفعية في ديشون، واستهداف مستوطنة أفيفيم، واستهداف موقع الضهيرة، واستهداف تموضعَ مُشاة في قلعة هونين. لترد إسرائيل بقصف أطراف بلدة عيترون ومنطقة اللبونة في الناقورة بالقرب من مقر اليونيفيل وقصف مدرسة في بلدة الطيبة ومنزلاً في بلدة رب ثلاثين بثلاثة صورايخ وأطراف بلدات طيرحرفا ويارون ومارون الرأس.

#### 25 كانون الأول / ديسمبر
أعلن حزب الله استهداف جنود في محيط ثكنة ميتات، واستهداف قاعدة بيت هلل، واستهداف تجمع جنود في محيط موقع بركة ريشا، واستهداف مباني في مستوطنة مسكاف عام، واستهداف تموضع جنود في محيط موقع حانيتا، واستهداف مستوطنات افيفيم والمطلة، واستهداف تموضع جنود في مبنى بمستوطنة المنارة. لترد إسرائيل بقصف أطراف بلدة الناقورة وأطراف بلدة دير ميماس ومنزل في بلدة يارون وأطراف بلدات الخيام والعديسة وكفركلا وأطراف بلدة حانين وبلدة ميس الجبل. وأعلن حزب الله مقتل اثنان من مقاتليه نتيجة الهجمات.

#### 26 كانون الأول / ديسمبر
أعلن حزب الله استهداف موقع زبدين بصواريخ بركان، واستهداف انتشار جنود في محيط موقع راميا، واستهداف غرفة رصد قرب ثكنة الشوميرا، واستهداف تجمع جنود قرب ثكنة دوفيت، واستهداف تجمع جنود في موقع الراهب، واستهداف قيادة الفرقة 91 في ثكنة برانيت، واستهداف موقع البغدادي، وتنفيذ هجوم جوي على مقر قيادة مستحدث في محيط مستوطنة كريات شمونة بطائرة مسيرة انقضاضية. لترد إسرائيل بقصف سهل القليلة جنوب صور ومنزلاً في محيط جبل بلاط ومنزل في بلدة نبت جبيل ومحيط ميس الجبل وأطراف بلدة الناقورة وجبل بلاط تلة المطران منطقة حمامص في سردا، ووطى الخيام. وأعلن حزب الله مقتل اثنان من مقاتليه نتيجة الهجمات. وقتل ثلاثة مدنيين نتيجة قصف إسرائيلي لمنزل في بلدة بنت جبيل.

#### 27 كانون الأول / ديسمبر
أعلن حزب الله استهدف تموضعًا قياديًا مستحدثًا للجيش الإسرائيلي في محيط الموقع البحري، واستهدف خيمة لقوة خاصة في الجيش الإسرائيلي جنوب موقع الضهيرة، واستهدف موقع حدب البستان، واستهداف موقع خربة ماعر ومرابض المدفعية فيه وتموضع القوات الإسرائيلية حوله بصواريخ بركان، وتنفيذ هجومًا مشتركًا بالمسيرات الهجومية الانقضاضية والأسلحة الصاروخية والمدفعية على مواقع الجيش الإسرائيلي في مزارع شبعا اللبنانية المحتلة، وقصف مستوطنة كريات شمونة بثلاثين صاروخ كاتيوشا. لترد إسرائيل بقصف جبل بلاط وأطراف بلدتي شبعا وراشيا الفخار وأطراف بلدة مروحين وأطراف بلدتي يارين والجبين وأطراف بلدة طيرحرفا وأطراف بلدة الناقورة وبلدة عيتا الشعب وأطراف بلدة الخيام. وأعلن حزب الله مقتل أحد مقاتليه نتيجة الهجمات.

#### 28 كانون الأول / ديسمبر
أعلن حزب الله استهداف موقع السماقة، واستهدف ثكنة راميم، واستهدف تجمعاً لجنود في ثكنة هونين، واستهدف انتشاراً لجنود في محيط ثكنة ميتات، واستهدف مرابض مدفعية في خربة ماعر، واستهدف آلية عسكرية إسرائيلية داخل ثكنة راموت نفتالي. لترد إسرائيل بقصف خلة وردة وأطراف بلدتي عيتا الشعب وراميا وبلدة عيناتا ووادي بين حومين التحتا ورومين.

#### 29 كانون الأول / ديسمبر
أعلن حزب الله استهدف موقع حدب يارون، واستهداف رافعة تحمل معدات للتجسس في مزارع دوفيف، واستهداف موقع المرج، واستهداف مرابض مدفعية في خربة ماعر، واستهدف موقع رويسة القرن في مزارع شبعا المحتلة، واستهدف ‌‌‌أماكن انتشار جنود الجيش الإسرائيلي بين ثكنة زرعيت وموقع بركة ريشا، واستهداف تجمع جنود في موقع رامية، واستهداف موقع رويسة القرن في مزارع شبعا المحتلة. لترد إسرائيل بقصف جبل بلاط وقصف سيارة في ساحة بلدة عيترون وأطراف بلدات علما الشعب، الضهيرة، الجبين، يارين وطيرحرفا.

#### 30 كانون الأول / ديسمبر
أعلن حزب الله مقتل أربعة من مقاتليه نتيجة الهجمات جنوب لبنان. وقصفت إسرائيل بلدة عيتا الشعب ومنطقة حامول وأطراف بلدتي الجبين وطيرحرفا وجبل بلاط ومحيط بلدة يارون ومدينة بنت جبيل. وأعلن حزب الله استهداف تجمع جنود في حرج عداثر، وتنفيذ هجوم جوي بمسيرة انقضاضية على موقع الرمثا في مزارع شبعا المحتلة، واستهداف تجمع جنود في محيط ثكنة راميم، واستهداف جنود في منطقة بيت هلل.

#### 31 كانون الأول / ديسمبر
أعلن حزب الله استهداف موقع حانيتا، واستهداف موقع العباد، واستهداف تجمع جنود في محيط موقع حانيتا. لترد إسرائيل بقصف محيط عيتا الشعب وجبل بلاط بين مروحين وراميا، وأطراف بلدة مارون الرأس وأطراف بلدة عيتا الشعب ومنطقة اللبونة. وأعلن حزب الله مقتل أحد مقاتليه نتيجة الهجمات.

### 13 يونيو
أطلق حزب الله 150 صاروخاً و30 طائرة بدون طيار على 15 هدفاً في شمال إسرائيل ومرتفعات الجولان، مما أدى إلى إصابة شخصين وإشعال النيران.
أدى هجوم صاروخي بحري إسرائيلي على مبنى يستخدمه حزب الله في جناتا إلى مقتل مدنيين اثنين وإصابة أكثر من 20 آخرين، مما أدى إلى انهيار المبنى.
ضرب الجيش الإسرائيلي البنية التحتية العسكرية لحزب الله في دير سريان ومنطقة الجرمل.
أطلق الجنود الإسرائيليون مقذوفة مشتعلة على لبنان باستخدام المنجنيق لحرق النباتات التي يستخدمها حزب الله كغطاء.

### 14 يونيو
وقصف سلاح الجو الإسرائيلي البنية التحتية لحزب الله في العديسة وكفركلا.
أطلق حزب الله 30 صاروخاً على كريات شمونة، مما أدى إلى اندلاع حرائق في المناطق المحيطة.

### 15 يونيو
ضرب حزب الله قاعدة جبل ميرون الجوية بصاروخين.
وقصف سلاح الجو الإسرائيلي البنية التحتية لحزب الله في كفركلا.
ونفذ الجيش الإسرائيلي غارة جوية على أحد أعضاء حزب الله على دراجة نارية في عيترون. وأعلن الجهاد الإسلامي في فلسطين لاحقاً وفاة أحد أعضائه في جنوب لبنان.